# What Makes You Beautiful
A What Makes You Beautiful a One Direction brit-ír pop fiúegyüttes egyik kislemeze. 2011-ben debütáló albumuk, az Up All Night első kislemeze volt. 2011. szeptember 11-én a Syco Records kiadta a dalt.
A "What Makes You Beautiful" kereskedelmi siker volt, több országban is első lett. 2016 júniusában 4,8 millió példányban kelt el platinalemez. A kislemez a negyedik helyen végzett a Billboard Hot 100-on, és listavezető lett a brit kislemezlistán. A dal elnyerte a 2012-es Brit Év Kislemeze díjat, és általában a kortárs zenekritikusok dicsérték, akik kiemelték a tizenéves közönség iránti vonzerőt és a pop érzékenységét. Első helyen debütált a brit kislemezlistán, több mint 153 965 példányt adtak el már az első héten. A kislemez az ír és a skót kislemezlisták élére került, és bekerült az ausztrál és új-zélandi kislemezlisták, a Flamand ultratop 50, a Canadian hot 100 és a Japan Hot 100  toplisták top 10-ébe. 

## Számlista
1. What Makes You Beautiful (3:27)
2. Na na na (3:09)